# Лаверинело (Мачерата)
Лаверинело (итал. Laverinello) насеље је у Италији у округу Мачерата, региону Марке.
Према процени из 2011. у насељу је живело 12 становника. Насеље се налази на надморској висини од 679 м.